# Luise Bernhardi
Luise Karoline Ernestine Bernhardi (geb. Firle; * 15. Februar 1828 in Berlin; † 6. März 1914 ebenda) war eine deutsche Schriftstellerin. Sie schrieb auch unter dem Pseudonym Ludwig Fern.

## Leben
Firle kam als Tochter des Rentmeisters Johann Matthias Ernst Firle und dessen Ehefrau Karoline Marie Dorothea geb. Kolbe in Berlin zur Welt. Sie wurde Lehrerin und heiratete 1864 den Historiker Wilhelm Bernhardi, Sohn des gleichnamigen Schriftstellers. Ihr Schwager wurde so Wolfgang Bernhardi.
Luise Bernhardi verfasste ab den 1860er-Jahren Erzählungen und Märchen für Kinder. Sie veröffentlichte ihre Werke teilweise anonym, unter dem Pseudonym Ludwig Fern, als Luise Firle oder Luise Bernhardi. Unter dem Kürzel L. Bernhardi erschienen um 1900 Bearbeitungen von James Fenimore Coopers Der letzte Mohikaner und Der Wildtöter sowie Joachim Heinrich Campes Robinson und anderen Werken. Es ist jedoch unklar, ob es sich bei L. Bernhardi um die Schriftstellerin Luise Bernhardi handelt.

## Werke (Auswahl)
- Die Geisterwelt, eine Schatzkammer des Wunderglaubens. Hollstein, Berlin 1869.(Digitalisat) Neuausgabe 2018. Ubooks-Verlag, Diedorf 2018. ISBN 978-3-86608-086-7
- Die Alchimisten. Erzählung für die Jugend. 1878.[Anm 1]
- Die sizilianische Vesper. Erzählung. 1878.[Anm 1]
- Manfred von Tarent. Eine historische Erzählung für die Jugend. Von Ludwig Fern. Voigtländer, Kreuznach 1883.
- Schuld und Sühne. Historische Erzählungen. Voigtländer, Kreuznach 1879.
- Aus alten Tagen. Kinderbriefe und Märchen. 2 Bände. Voigtländer, Kreuznach 1881.
- Arabische Erzählungen. Von Ludwig Fern. 2 Bände. Voigtländer, Kreuznach 1883.
- Märchen aus Tausend und einer Nacht. 1893.[Anm 1]
- Erzählungen für die Jugend. 1894.[Anm 1]
- Herzmütterlein’s Erzählungen im trauten Familien-Kreise für grössere Mädchen und Knaben. Von Luise Firlé, Hans Bösche und Marta Brentano. Bartels, Weißensee 1895.
- Für unser Herzblättchen. Zeitvertreib für Knaben und Mädchen, zur Bildung von Herz und Gemüth, sowie zur Begriffsentwicklung. Bartels, Berlin 1905.
- Der japanische Krieg. Erzählung. 1905.[Anm 1]